# Johann Strauss II
Pour les articles homonymes, voir Johann Strauss (homonymie) et Strauss.
Œuvres principales
- Valses, Polkas, Marches et danses
- Spring Waltz
- Le Beau Danube bleu
- La Chauve-Souris
- Le Baron tzigane

Liste des œuvres de Johann Strauss II
Johann Strauss II, dit Johann Strauss fils (Johann Strauss Sohn) ou Johann Strauss le jeune, né le 25 octobre 1825 à Vienne et mort le 3 juin 1899 dans la même ville, est un compositeur autrichien.
On lui doit en particulier de la musique de danse et des opérettes. Il a composé plus de 500 valses, polkas, quadrilles, et d'autres types de musique de danse, ainsi que plusieurs opérettes et un ballet. Surnommé « le roi de la valse », il est responsable de la popularité de la valse à Vienne au cours du XIXe siècle.
Ses deux jeunes frères, Josef et Eduard Strauss, également compositeurs de musique légère, n'ont jamais eu la notoriété de leur frère aîné. Parmi ses œuvres les plus célèbres, on peut citer "Spring Waltz", Le beau Danube bleu, La Valse de l'empereur, les Histoires de la forêt viennoise et la Tritsch-Tratsch-Polka. Parmi ses opérettes, La Chauve-souris et Le Baron tzigane sont les plus connues.
Ses frères et lui, ainsi que leur père, n'ont aucun lien de parenté avec Richard Strauss, qui est allemand.

## Nom
Le patronyme Strauss se trouve dans les ouvrages de référence, fréquemment avec un eszett ‹ ß › (‹ Strauß ›). En allemand, Strauß a deux significations : « bouquet » ou « autruche ». Strauss lui-même écrivait son nom avec un s long suivi d'un s rond, une forme de remplacement pour l'eszett utilisé dans les manuscrits anciens. Sa famille l'appelait « Shani »[réf. nécessaire], dérivé du prénom italien « Gianni ».

### Enfance et jeunesse

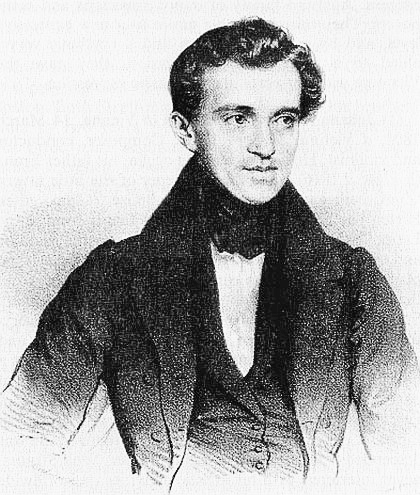
Johann Strauss I.

La famille Strauss est originaire de Basse-Autriche. Fils aîné du compositeur Johann Strauss et de Maria Anna Streim, Johann Strauss II a cinq frères et sœurs : Josef (né en 1827), Anne (née en 1829), Thérèse (née en 1831), Ferdinand (né en 1834 mais qui ne vécut que 10 mois) et Eduard (né en 1835). Il naît à St Ulrich près de Vienne (aujourd'hui une partie de Neubau), le 25 octobre 1825. Son arrière-grand-père paternel était un juif hongrois. Ce fait sera dissimulé par les Nazis, qui soutenaient Strauss dont la musique, disaient-ils, était « aussi allemande ». Son père ne veut pas qu'il devienne musicien et le destine à une carrière de banquier. Néanmoins, Strauss junior étudie très tôt en secret le piano avec Vencelas Plachy et le violon avec le premier violoniste de l'orchestre de son père, Franz Amon. Il est à peine âgé de six ans lorsqu'il compose sa première valse. Quand son père découvre que son fils pratique le violon, il le punit sévèrement en lui donnant le fouet. Il semble que, quoiqu'en disent certaines légendes, plutôt que d'essayer d'éviter une rivalité musicale avec son fils, Strauss père veuille seulement que son fils échappe aux rigueurs de la vie d'un musicien.

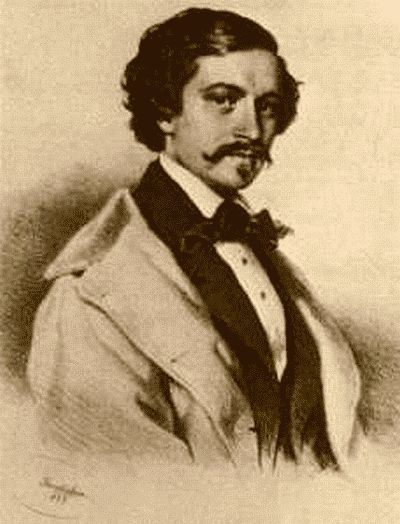
Johann Strauss dans sa jeunesse.

Ce n'est que lorsque le père abandonne  sa famille en 1842, pour sa maîtresse Émilie Trampusch (de), que le fils alors âgé de 17 ans, peut se concentrer pleinement sur une carrière de compositeur avec le soutien de sa mère, laquelle divorce en 1844.
Strauss Il poursuit l'étude du violon avec Anton Kohlmann et étudie la théorie et la composition avec Joseph Drechsler. Il étudie également le contrepoint et l'harmonie avec le professeur et théoricien de la musique Joachim Hoffmann, qui possède une école privée. C'est pendant cette période qu'il compose sa seule œuvre sacrée, le graduel Tu qui regis totum orbem (1844). Son autre professeur de violon, Anton Kollmann, qui est répétiteur de ballet de l'Opéra de Cour de Vienne, nous a laissé d'excellents témoignages à son sujet. Avec les recommandations de ses professeurs, il s'approche des autorités viennoises et obtient une Musiklicenz (permis officiel de donner des concerts publics) bien qu'il n'ait pas encore atteint la majorité. Il forme un petit orchestre dont il recrute les membres à la taverne Zur Stadt Belgrad, où les musiciens cherchant du travail peuvent être embauchés facilement.

### Ses débuts de compositeur

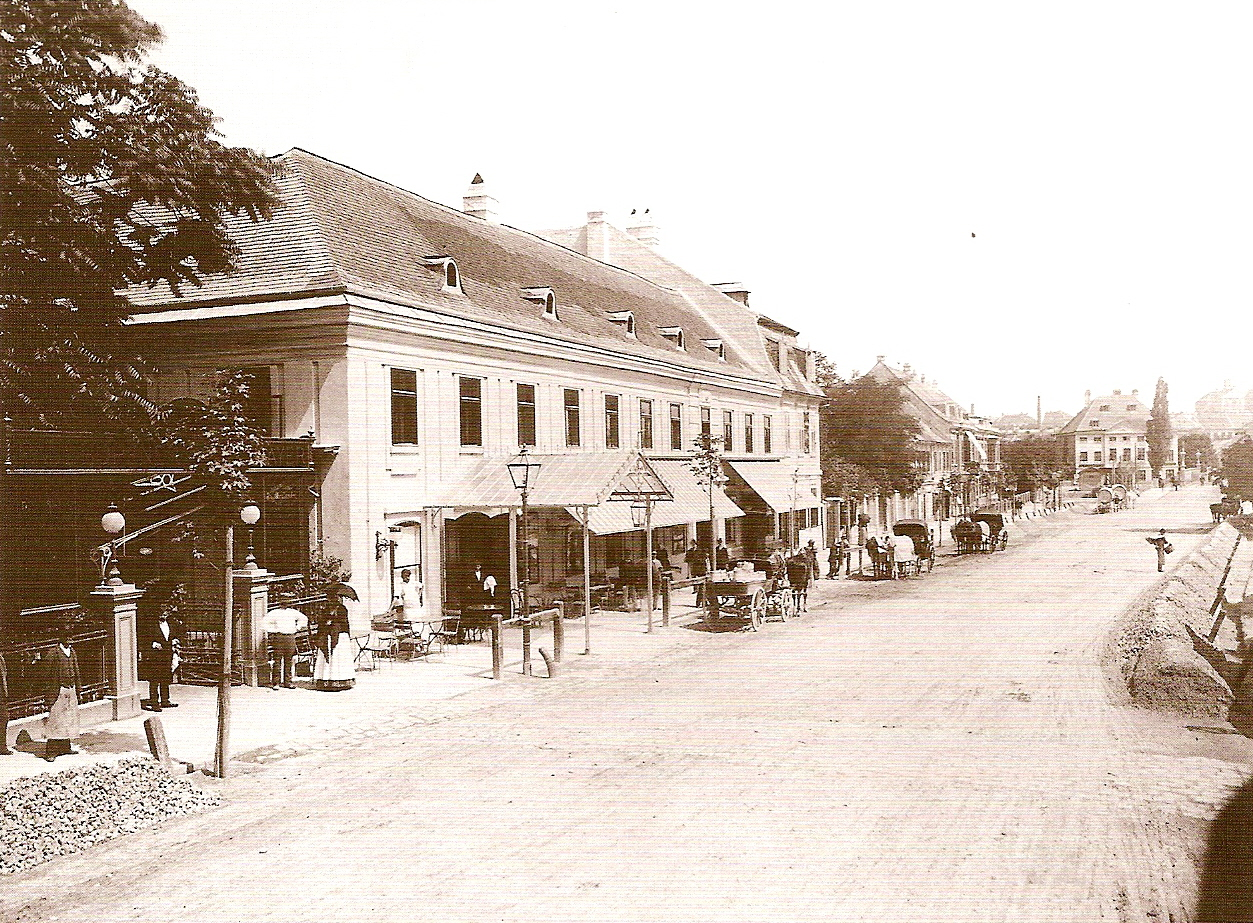
Le casino Dommayer où Strauss II a débuté.

En septembre 1844, avec sa formation de 24 musiciens, Strauss II fait ses débuts au casino Dommayer à Hietzing et présente un programme qui comporte six de ses compositions ainsi que des nouvelles valses de son père. On y entend notamment les valses Sinngedichte (Épigramme), Gunstwerber et la polka Herzenslust. La prestation remporte un tel succès — les Valses, op. 1 sont bissées à 19 reprises — qu'il est aussitôt considéré comme le grand rival de son père. Celui-ci refuse de jouer au casino de Donmayer, qui avait vu ses premiers succès.
Malgré ce début en fanfare, les premières années de Strauss comme compositeur sont difficiles, mais il a rapidement séduit le public après avoir accepté des contrats en dehors de Vienne. Il part en tournée en Europe et en Amérique du Nord. Le premier poste majeur pour le jeune compositeur est sa nomination comme Kapellmeister du 2e régiment des citoyens de Vienne, qui est resté vacant après le décès de Joseph Lanner deux ans auparavant.

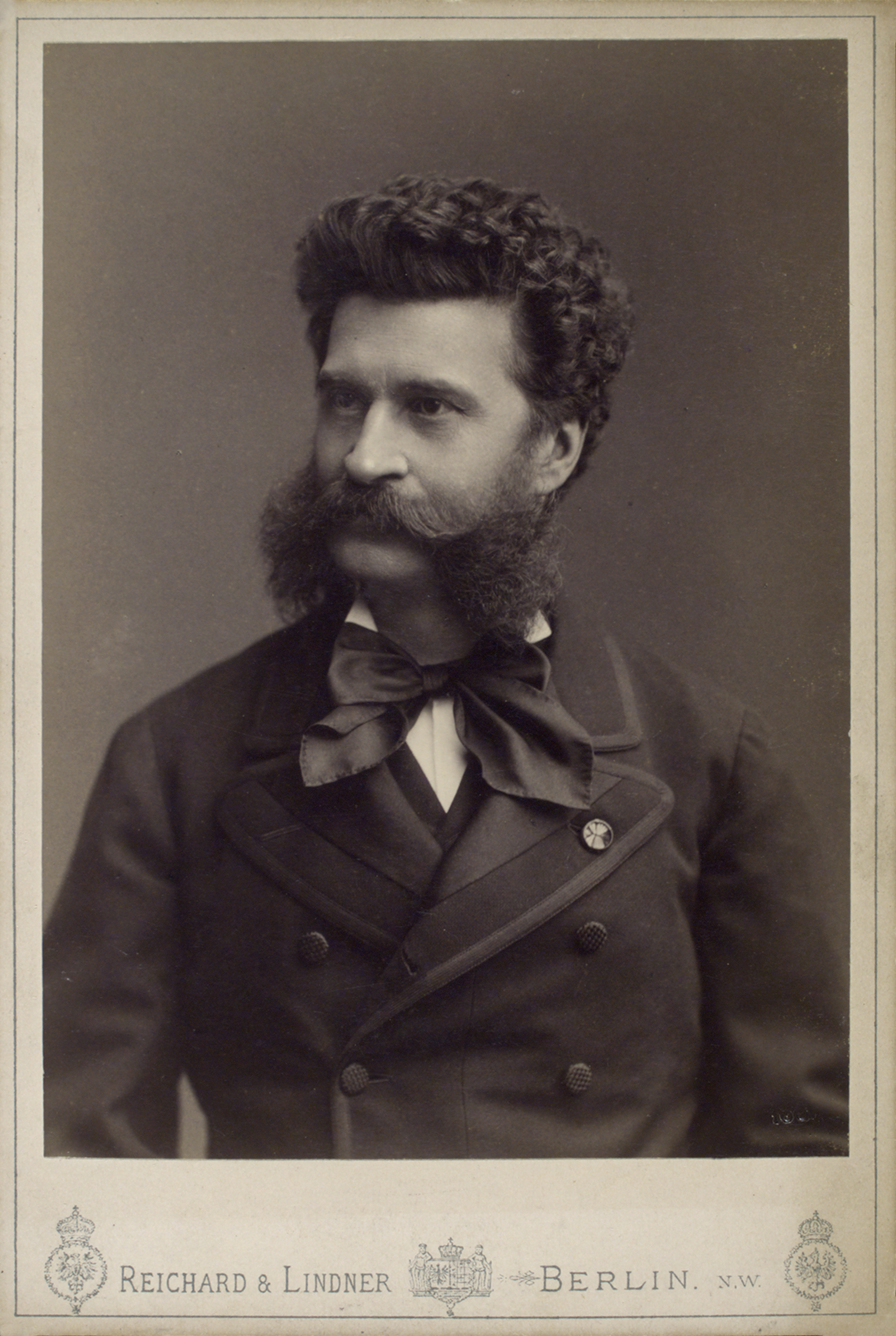
Strauss au début de sa carrière.

En 1846, Johann Strauss père est nommé directeur des bals de la Cour d'Autriche au château de Schönbrunn, tandis qu'en 1848, Johann fils est nommé chef de la musique municipale de Vienne
Vienne est secouée par la révolution de 1848 et la rivalité intense entre le père et le fils Strauss est devenue beaucoup plus évidente. Johann fils décide de s'associer aux révolutionnaires. Cette décision est professionnellement désavantageuse, car la royauté autrichienne lui refuse par deux fois le poste très convoité de KK Hofballmusikdirektor, créé spécialement pour Johann I en reconnaissance de ses contributions musicales. En outre, le jeune Strauss est également arrêté par les autorités viennoises pour avoir joué publiquement La Marseillaise. Il est ensuite acquitté. Strauss père reste fidèle à la monarchie et compose sa Marche de Radetzky, op. 228, consacrée au maréchal Joseph Radetzky von Radetz et qui deviendra l'une de ses compositions les plus connues.
Lorsque Strauss I meurt d'une scarlatine à Vienne en 1849, son fils fusionne les deux orchestres et part dans de nouvelles tournées. Plus tard, il compose un certain nombre de marches patriotiques dédiées à l'empereur François-Joseph Ier, comme la Kaiser Franz-Josef Marsch, op. 67 et la Kaiser Franz Josef Rettungs Jubel-Marsch, op. 126, probablement pour s'attirer les bonnes grâces  du nouveau monarque, monté sur le trône autrichien après la révolution de 1848.

### Suite de la carrière
La renommée de Strauss fils dépasse finalement celle de son père. Il devient l'un des compositeurs de valses les plus populaires de l'époque. Il part en tournée en Autriche-Hongrie, en Pologne et en Allemagne avec son orchestre. Strauss postule au poste de Hofballmusikdirektor (directeur de la musique de bal de la Cour). Il l'obtient finalement en 1863, après plusieurs tentatives infructueuses dues à ses démêlés avec les autorités locales. Avec ses musiciens, il visite Paris, Berlin, Londres, Saint-Pétersbourg et les États-Unis, obtenant partout d'énormes succès.
En 1853, en raison de sollicitations mentales et physiques constantes, Strauss subit une dépression nerveuse. Sur les conseils des médecins, il prend sept semaines de vacances à la campagne pendant l'été. C’est son jeune frère Josef, qui a quitté sa carrière d'ingénieur, qui prend alors la direction de son orchestre pendant cette période.
En 1855, Strauss accepte des commandes de la direction de la compagnie ferroviaire de Tsarskoye-Selo de Saint-Pétersbourg pour jouer en Russie, l'année suivante, au pavillon Vauxhall à Pavlovsk. Il se produira en Russie tous les ans jusqu'en 1865.
Dans les années 1870, Strauss, avec son orchestre, visite les États-Unis, où il participe au Festival de Boston à l'invitation du chef d'orchestre militaire Patrick Gilmore. Il dirige un Monster Concert réunissant, au World's Peace Jubilee and International Musical Festival plus de 1 000 musiciens. Il y interprète, entre autres sa valse Spring Waltz, avec un succès considérable.

### Mariages
Strauss épouse la cantatrice Henrietta Treffz le 27 août 1862 et abandonne la baguette de chef d'orchestre à ses frères cadets Josef et Eduard, eux-mêmes auteurs de valses et de polkas. Henrietta incite son mari à se lancer dans le répertoire lyrique. Après deux premiers essais en 1871 (Indigo und die 40 Räuber) et 1873 (Der Karneval in Rom), Strauss compose en 1874 ce qui est considéré aujourd'hui comme son chef-d'œuvre : Die Fledermaus (La Chauve-Souris).
Henrietta meurt le 8 avril 1878 à 59 ans. Strauss épouse six semaines plus tard l'actrice Angelika Dittrich (1850-1919) mais des dissensions, tant sur le plan privé que professionnel, naissent rapidement et le couple finit par divorcer. L’Église catholique refusant l'annulation du mariage, Strauss se convertit au protestantisme et devient citoyen du duché de Saxe-Cobourg et Gotha en janvier 1887. Il épouse une veuve de 26 ans, Adele Deutsch (1856-1930), en août de la même année. Celle-ci va se montrer d'un soutien précieux dans la composition de ses dernières œuvres majeures comme l'opérette Waldmeister et la Kaiserwalzer (Valse de l'Empereur).

### Mort et postérité

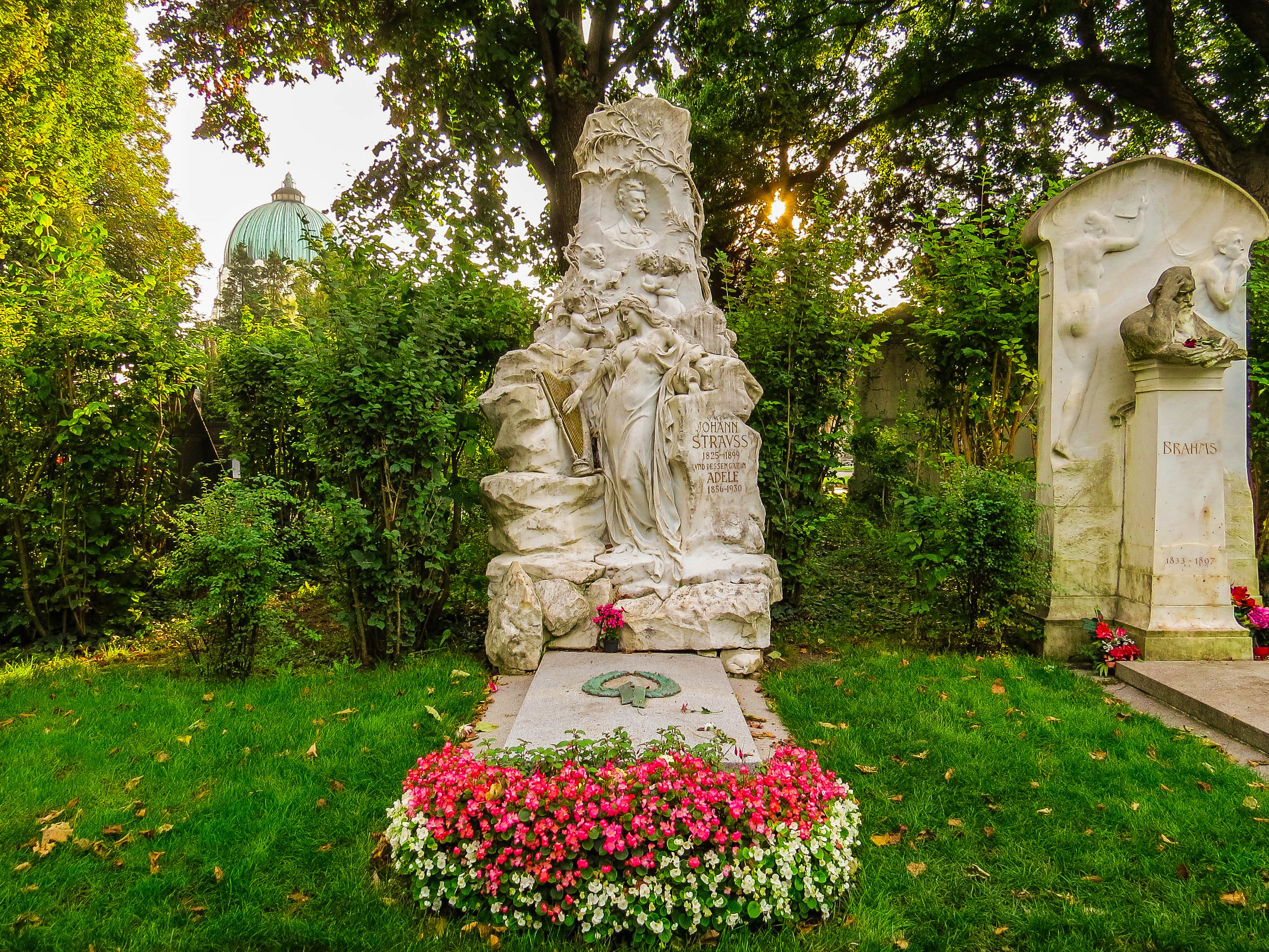
Tombe de Johann Strauss au cimetière central de Vienne à côté de celle de Brahms.

Strauss contracte une pneumonie et, le 3 juin 1899, il meurt à Vienne, à l'âge de 73 ans. Il est enterré dans le Cimetière central de Vienne. Au moment de mourir, il composait encore un ballet, Aschenbrödel.
À la suite des efforts de Clemens Krauss qui a présenté un programme spécial tout-Strauss en 1929 avec l'Orchestre philharmonique de Vienne, la musique de Strauss est régulièrement interprétée au Concert du nouvel an à Vienne. Parmi les chefs de ce concert, Willi Boskovsky continuait la tradition de conduire avec le violon en main. Parmi les chefs les plus célèbres, on peut retenir Herbert von Karajan, Carlos Kleiber, Lorin Maazel, Zubin Mehta, Daniel Barenboim, Riccardo Muti et plus récemment le jeune Gustavo Dudamel (2017). De plus, le Wiener Johann Strauss orchester, formé en 1966, rend hommage à la famille Strauss lors de ses tournées dans le monde entier. En 1987, le violoniste et chef hollandais André Rieu a également créé un orchestre Johann Strauss.
Deux musées à Vienne sont consacrés à Johann Strauss II. Sa résidence dans la Praterstrasse où il a vécu dans les années 1860 fait maintenant partie du Vienna Museum. Le Museum der Johann Strauss Dynastie est consacré à toute la famille en mettant l'accent sur Johann Strauss II.
Au Stadtpark de Vienne est édifié le monument dédié à Johann Strauss avec une statue en bronze doré de Edmund Hellmer (1921). Lors de l'inauguration de la statue, Arthur Nikisch dirige les valses Künstlerleben, An der schönen blauen Donau et Wein, Weib un Gesang. Lors du centenaire de la naissance de Strauss, le 25 octobre 1925, Felix Weingartner consacre un concert au musicien.

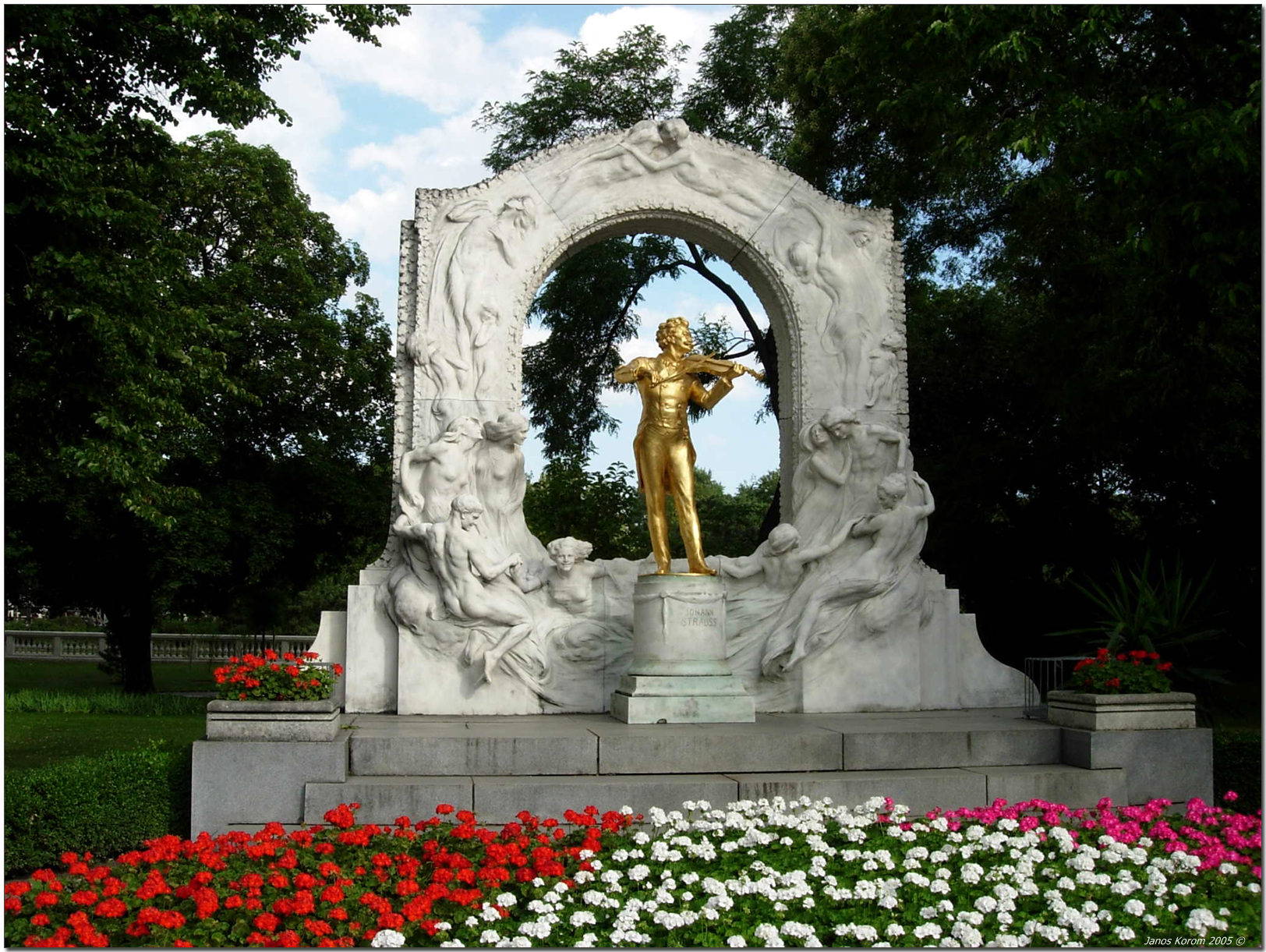
Le monument Johann-Strauss au Stadtpark de Vienne.
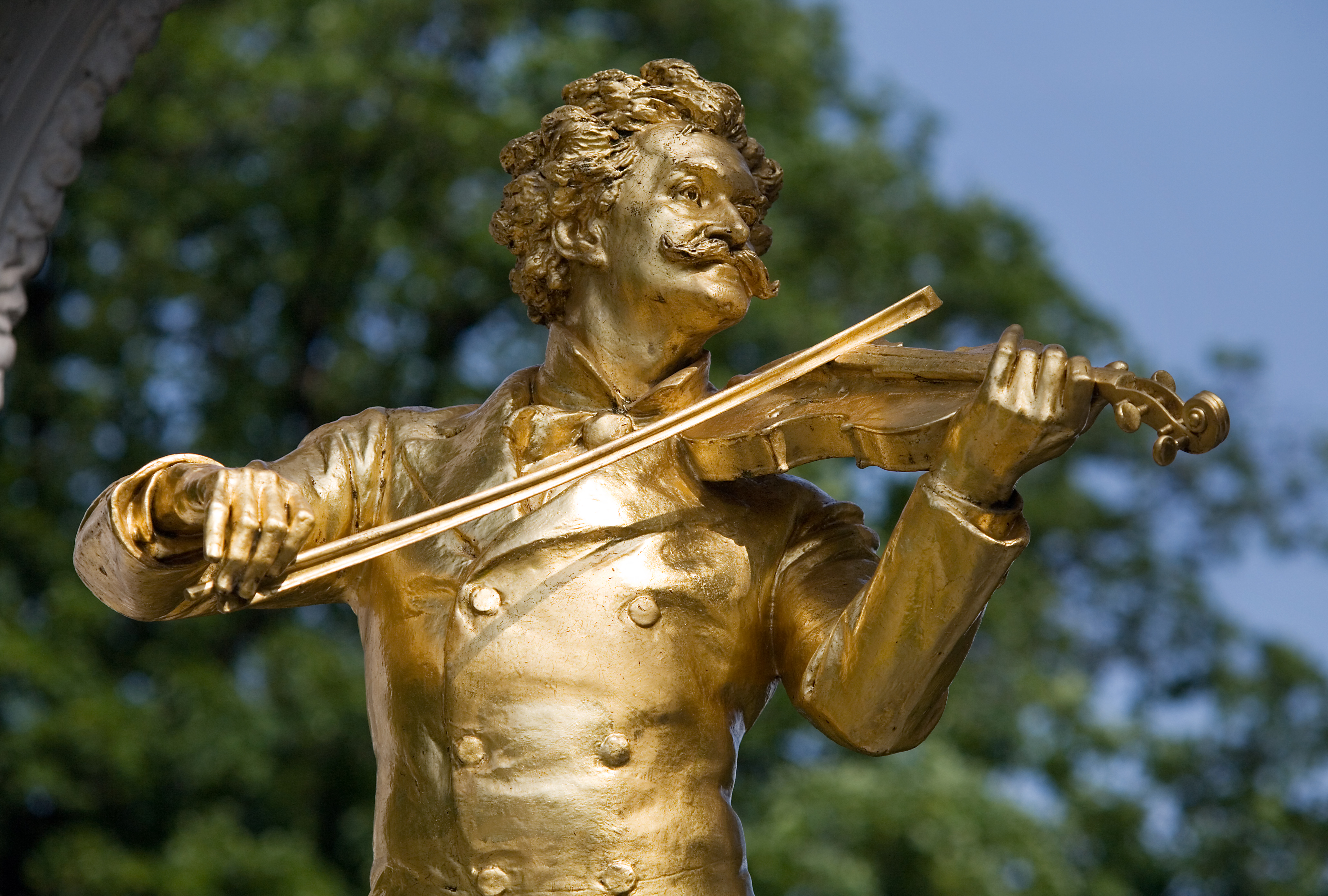
Détail du monument au Stadtpark.
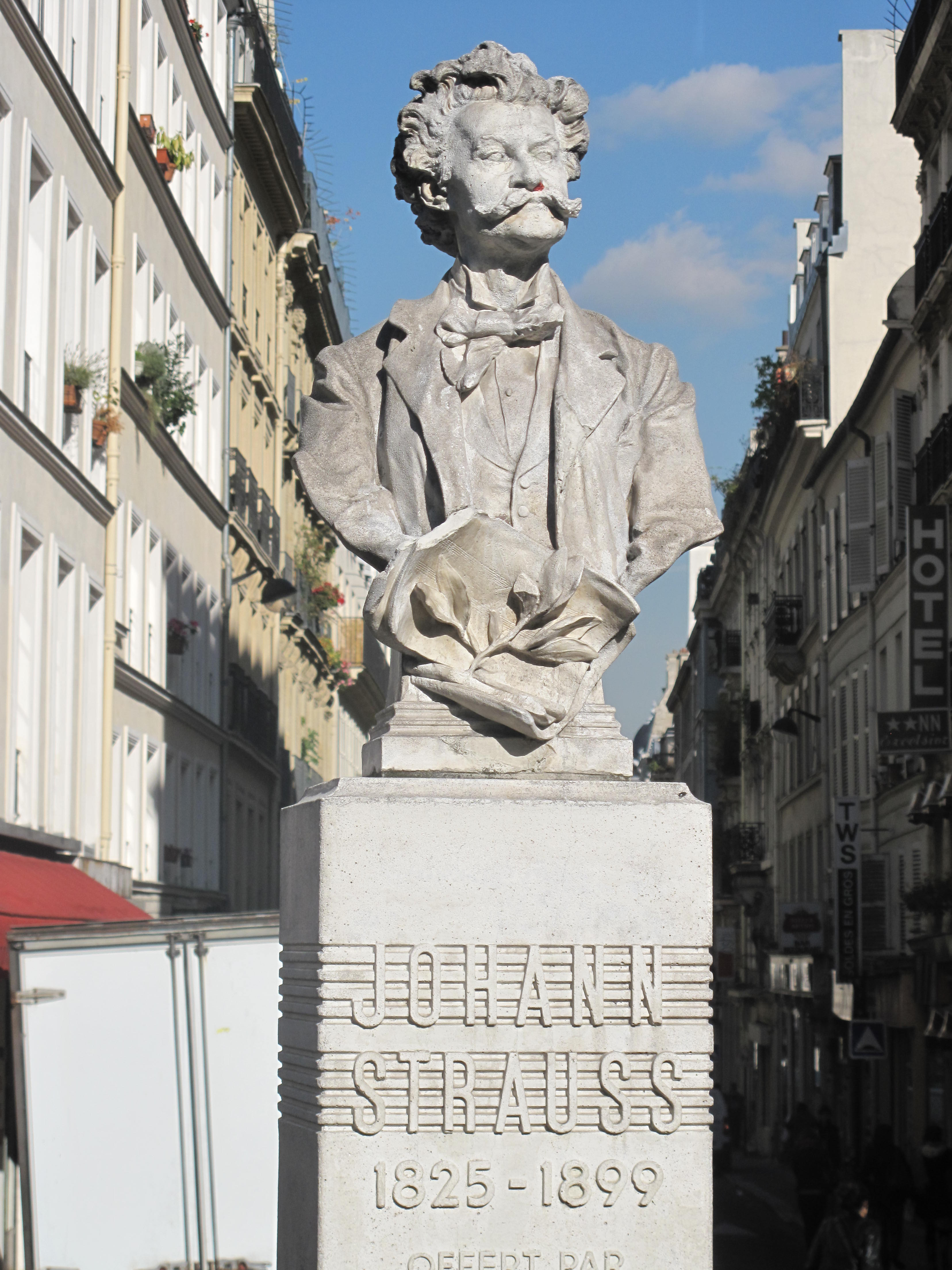
Buste de Johann Strauss sur la place du même nom dans le 10e à Paris.

### Rivaux et admirateurs

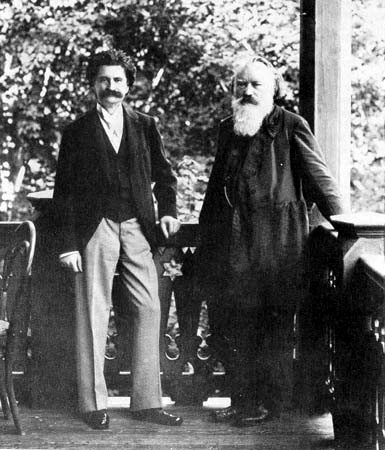
Johann Strauss et Johannes Brahms photographiés à Bad Ischl en 1894.

Bien que Strauss ait été le compositeur de musique de danse le plus recherché dans la seconde moitié du XIXe siècle, il est fortement concurrencé par Karl Michael Ziehrer et Émile Waldteufel. Ce dernier occupe une position dominante à Paris. Phillip Fahrbach a également refusé au jeune Strauss la position dominante de KK Hofballmusikdirektor lorsque celui-ci avait d'abord postulé pour le poste. Le compositeur allemand Jacques Offenbach, célèbre à Paris, est un rival de Strauss dans le domaine de l'opérette.
Strauss est cependant admiré par d'autres compositeurs de renom : Richard Wagner admettait qu'il aimait particulièrement la valse Wein, Weib und Gesang op. 333. Richard Strauss (sans rapport avec la famille Strauss), quand il écrivait ses valses pour Rosenkavalier, déclarait en référence à Johann Strauss : « Comment pourrais-je oublier le génie rieur de Vienne ? ».
Johannes Brahms est un ami personnel de Strauss qui lui dédie sa valse Seid umschlungen, Millionen !, op. 443. Une histoire est racontée dans les biographies des deux hommes : la femme de Strauss, Adèle, s'approche de Brahms et lui demande un autographe. Il était habituel pour le compositeur d'inscrire quelques mesures de sa musique la plus connue, puis de signer de son nom. Brahms, cependant, écrit quelques mesures du «Beau Danube bleu», puis, en dessous : « Malheureusement, pas par Johannes Brahms ».

### Les origines juives de Strauss et le régime nazi
Johann Strauss fils se dit avant tout juif. dans une lettre de décembre 1887, il écrit à son beau-frère Josef Simon : 
«  Je ne sais plus à quelle religion j'appartiens, bien que je sois dans mon cœur plus juif que protestant, tandis qu'Adèle parvient à réconcilier les deux.  »
La plupart de ses amis sont juifs : l'acteur Adolf von Sonnenthal, l’écrivain Carl Karlweis, les compositeurs Ignaz Brüll et Karl Goldmark. Johann parle et écrit le yiddish. Il s'inspire de mélodies juives comme dans Her die Hand,es muß ja sein du Baron Tzigane. Le sol en marbre de sa maison de la Praterstraße est décoré d'étoiles de David, de même que la véranda de sa villa à Bad Ischl.
Les origines juives de Strauss ont été occultées par le maire antisémite de Vienne Karl Lueger, connu pour son influence sur Adolf Hitler lors de son séjour viennois. Lueger disait « C'est moi qui décide qui est juif ou pas ». La musique de Strauss aurait dû être interdite par les nazis, dès 1938. Mais Hitler aimait les valses de Strauss dans lesquelles il reconnaissait l'esprit viennois. Après l'Anschluss, le Reichskulturkammer (Ministère de la culture) efface toute trace de l'hérédité juive des Strauss. Johann se voit donc décerner, à titre posthume, un certificat d'aryanité, comme ce fut le cas de l'épouse de Franz Lehàr, le compositeur de la Veuve joyeuse.
Cependant, le régime n'a pas totalement épargné la famille Strauss. Le fonds Josef Simon († 1926) est confisqué par les nazis. Il consistait notamment en lettres et en notes de Johann Strauss fils. À la mort d'Adèle, en 1930, sa fille Alice Strauss-Meyzner est contrainte à l'exil et meurt en Suisse en 1945. Les nazis dérobent aussi le fonds Strauss-Meyzner. Il faut attendre 2001 pour que l'Autriche restitue 1 800 objets qui figurent aujourd'hui dans le musée Strauss.
Dans le camp de concentration de Buchenwald, les bourreaux obligeaient les juifs à valser au son de la musique de Strauss, au risque d'être battus s'ils en étaient incapables. À Majdanek, le 3 novembre 1943, 500 SS abattirent 17 000  juifs au son de valses de Strauss dans le cadre de l’opération Erntefest (Fête des moissons).

## Œuvre
L'apogée de Johann fils se conjugue avec celui de l'empereur François-Joseph et du rayonnement de Vienne sur la vie culturelle de toute l'Europe du XIXe siècle, au même titre que Paris.
Ses valses font le tour du monde. "Spring Waltz", Sang viennois, la Valse de l'Empereur, Le Beau Danube bleu, Aimer, boire et chanter, Histoires de la forêt viennoise, sont autant de succès qui restent associés pour les Viennois à la joie de vivre.
Après 1860, suivant les conseils de Jacques Offenbach qui lui avait dit : « Vous devriez écrire des opérettes, M. Strauss »[réf. nécessaire], il commence à faire mûrir son projet d'écrire des opérettes, et finira après de nombreuses hésitations à se lancer dans cette carrière avec La Chauve-Souris en 1874, Une nuit à Venise en 1883 et Le Baron tzigane en 1885.
Johann Strauss fils est resté une référence de la musique légère classique. Même l'avant-garde ne renie pas son héritage : Alban Berg, Arnold Schoenberg ou Anton Webern transcriront ses valses pour quatuor à cordes. Richard Wagner voyait en lui « le cerveau le plus musical qui fût jamais ».
Johann Strauss fils laisse environ 500 œuvres.

## Principales œuvres

### Valses et polkas
- 1858 : Tritsch-Tratsch-Polka op. 214, polka rapide
- 1861 : Perpetuum mobile op. 257 (Mouvement perpétuel), "blague musicale".
- 1867 : An der schönen blauen Donau op. 314 (Le Beau Danube bleu), valse
- 1867 : Künstlerleben op. 316 (Vie d'artiste), valse
- 1868 : Geschichten aus dem Wienerwald op. 325 (Histoires de la forêt viennoise), valse
- 1869 : Éljen a Magyar ! op. 332 (Vive les hongrois !), polka
- 1869 : Wein, Weib und Gesang op. 333 (Aimer, boire et chanter), valse
- 1869 : Im Krapfenwald'l op. 336 (Dans les bois de Krapfen), polka
- 1871 : Tausend und eine Nacht op. 346 (Les Mille et Une Nuits), valse op. 346
- 1873 : Wiener Blut op. 354 (Sang viennois), valse
- 1875 : Auf der Jagd op. 373 (À la chasse), polka rapide
- 1880 : Rosen aus dem Süden op. 388 (Roses du Sud), valse
- 1883 : Frühlingsstimmen op. 410 (Voix du printemps), valse
- 1889 : Kaiserwalzer op. 437 (Valse de l'Empereur), valse
- 1890 : Rathausball-Tänze op.438 (Danse du bal de l'Hôtel de Ville), valse

### Marches
- 1854 : Napoleon-Marsch (Marche de Napoléon)
- 1864 : Persischer Marsch (Marche persane)
- 1869 : Ägyptischer Marsch (Marche égyptienne)
- Vaterländischer Marsch (Marche du pays natal), en collaboration avec son frère Josef

### Opérettes
- 1871 : Indigo und die 40 Räuber

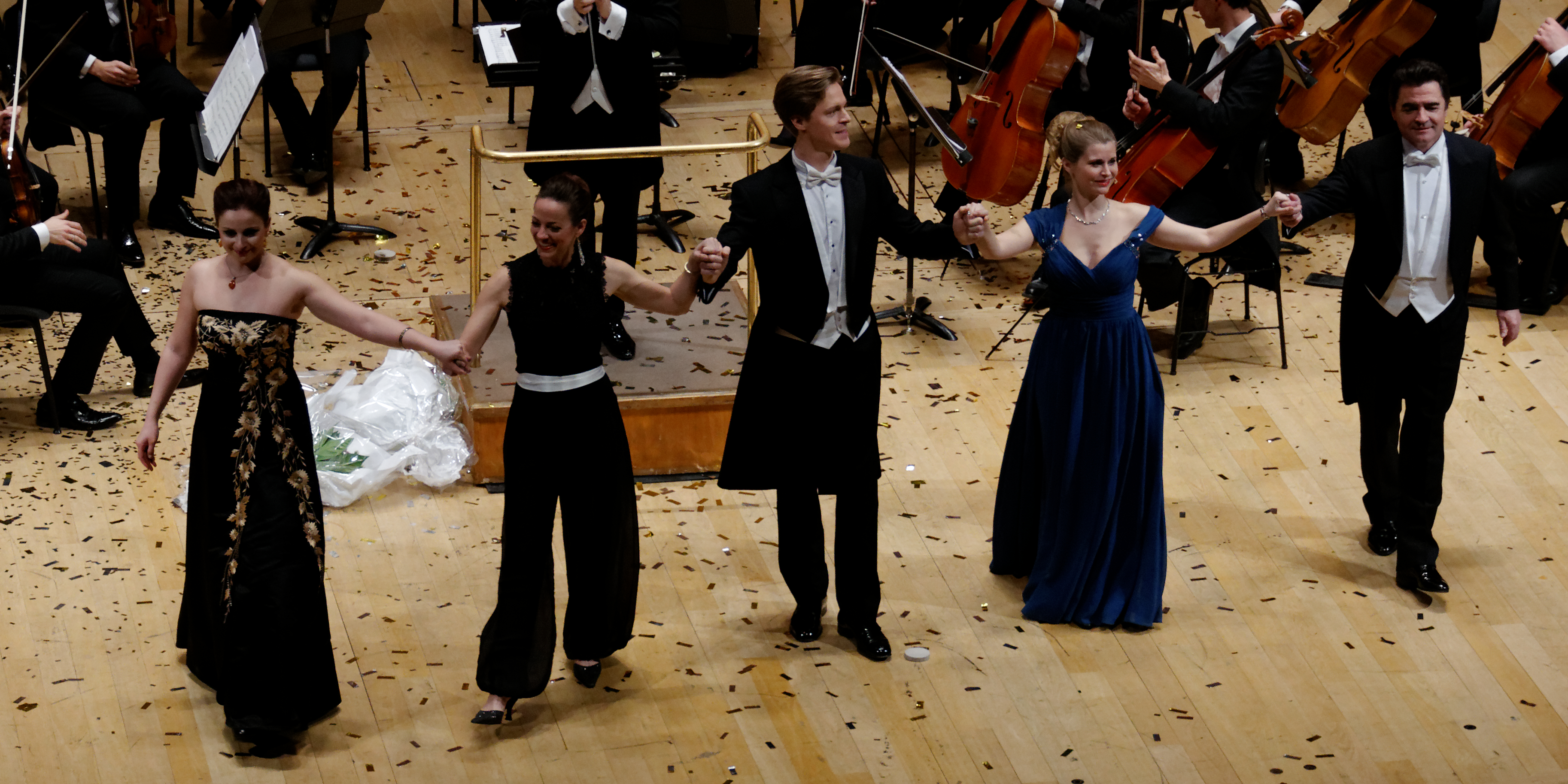
Sophie Gordeladze, Lysianne Tremblay, Georg Klimbacher, Beate Ritter, Franz Supper. Extraits de La Chauve-Souris, auditorium Maurice Ravel de Lyon (décembre 2015).

- 1873 : Der Karneval in Rom (Le Carnaval à Rome)
- 1874 : Die Fledermaus (La Chauve-Souris)
- 1875 : Cagliostro in Wien (Cagliostro à Vienne), dont Ralph Benatzky reprendra la musique en 1928 pour composer son opérette Casanova
- 1877 : Prinz Methusalem (Mathusalem)
- 1878 : Colin-maillard (Blindekuh)
- 1880 : Das Spitzentuch der Königin (Le Mouchoir de la reine)
- 1881 : Der lustige Krieg (La Guerre des femmes)
- 1883 : Eine Nacht in Venedig (Une nuit à Venise)
- 1885 : Der Zigeunerbaron (Le Baron tzigane)
- 1887 : Simplicius
- 1895 : Waldmeister
- 1897 : Die Göttin der Vernunft (La Déesse Raison)
- 1899 : Wiener Blut (Sang viennois)
- 1900 : Aschenbrödel (Cendrillon), ballet non terminé par Strauss, achevé par Josef Bayer

### Opéra
- 1892 : Ritter Pasmán (Le Cavalier Pasman)

## Citations
- « Il n'est pas dans mes intentions de me mesurer avec insolence au génie de mon père. »[réf. nécessaire]
- « Je suis certain que mon père dans la tombe se réconciliera avec moi si je sais prouver que je ne suis pas indigne de ma profession d'artiste. »[réf. nécessaire]

## Jugements de ses contemporains
- « C'est étrange mais votre musique reste aussi jeune que vous. Après tant d'années, elle n'a pas pris une ride. »[réf. nécessaire] (François-Joseph Ier d'Autriche)
- « Strauss a le cerveau le plus musical qui fût jamais » (Richard Wagner)[2]
- « Je considère Strauss comme mon collègue le plus doué » (Giuseppe Verdi)[2]
- « Je vénère non seulement l'artiste, mais aussi l'homme car sa modestie hors du commun me ravit profondément » (Anton Rubinstein)[2]
- « À mon avis, Johann Strauss est, de tous les musiciens bénis par les dieux, celui qui donne le plus de joie. J'admire en particulier chez lui son talent original. À une époque où tout autour de lui s'était plutôt tourné vers ce qui était compliqué et intellectuel, cet homme, au talent naturel, était capable de créer à partir de tout et de rien. Il est pour moi un des derniers qui eurent des idées simples, car c'est bien de la simplicité de la mélodie à l'état pur dont il s'agit. » (Richard Strauss)[2]

## Hommages
Sont nommés en son honneur :
- l'astéroïde (4559) Strauss, découvert en 1989[25] ;
- la place Johann-Strauss, à Paris[26].

### Films sur Johann Strauss II
- Toute la ville danse, biographie romancée du compositeur réalisée aux États-Unis par Julien Duvivier en 1938
- Le Beau Danube bleu (Ewiger Walzer), film biographique ouest-allemand de Paul Verhoeven (1954, avec Bernhard Wicki dans le rôle du compositeur)
- Johann Strauss, le roi sans couronne (Johann Strauß – Der König ohne Krone), film biographique austro-est-allemand de Franz Antel (1987 avec Oliver Tobias)